# Tony Leondis
Anthony "Tony" Leondis (nascido em 1972), é um dublador e diretor de animações estadunidense.